# Pawlet
Pawlet – miasto w Stanach Zjednoczonych, w stanie Vermont, w hrabstwie Rutland.